# A.B. Yehoshua
Avraham "Boolie" (A.B.) Yehoshua, född 9 december 1936 i Jerusalem, död 14 juni 2022 i Tel Aviv, var en israelisk författare och universitetslärare. Han studerade filosofi och litteratur vid Hebreiska universitetet i Jerusalem. Därefter undervisade han i Paris mellan 1963 och 1967. Från 1972 var han knuten till Universitetet i Haifa. Han debuterade som författare 1970.

## Biografi
Yehoshua föddes in i den femte Jerusalemgenerationen av en familj  sefardiska judar. Efter att ha studerat litteratur och filosofi på Hebreiska universitetet, började han sin lärarkarriär. Från 1963 till 1967 lämnade han Israel för att undervisa i Paris. År 1972 upptogs han i fakulteten på Universitetet i Haifa.
Från slutet av sin militärtjänst, började han publicera romaner. Han blev en framstående figur bland den nya vågen av israeliska författare. De utmärkte sig med att ta avstånd från det sociala intresse som tidigare författare inriktat sig på, och började istället fokusera på det individuella och interpersonella. Yehoshua nämner Franz Kafka, Shmuel Yosef Agnon och William Faulkner som influenser. Harold Bloom har jämfört Yehoshua med Faulkner i en artikel som fanns i New York Times och nämner också honom i sin bok The Western Canon. 
Yehoshua deltog i undertecknandet av Genèveinitiativet. Han redogör för sin politiska ståndpunkt i essäer och intervjuer. 
I senare delen av sitt liv var han en överordnad lektor i litteratur på Universitetet i Haifa, i staden där han var bosatt. Han har tilldelats Bialikpriset och Israelpriset för litteratur. Hans roman A Woman in Jerusalen vann 2006 Los Angeles Times Book Prize.
Några av hans romaner har översatts till svenska, av Viveka Heyman, Caj Lundgren och Rose-Marie Nielsen, och har utgivits på Forum förlag respektive Brombergs förlag.

### Verk översatta till svenska
- Älskaren, 1980
- Sen skilsmässa, 1984
- De fem årstiderna, 1990
- Herr Mani, 1994
- Den befriade bruden, 2006
- Kvinnan i Jerusalem, 2008
- Egen eld. 2012